# Маунт Клер (Илиноис)
Маунт Клер (енгл. Mount Clare) град је у америчкој савезној држави Илиноис.

## Демографија
По попису из 2010. године број становника је 278, што је 155 (-35,8%) становника мање него 2000. године.
| Група             | 2000.       | 2010.       |
| Белци             | 421 (97,2%) | 276 (99,3%) |
| Афроамериканци    | 4 (0,9%)    | 0 (0,0%)    |
| Азијати           | 0 (0,0%)    | 0 (0,0%)    |
| Хиспаноамериканци | 1 (0,2%)    | 0 (0,0%)    |
| Укупно            | 433         | 278         |